# 柯克斯托尔修道院
柯克斯托尔修道院（Kirkstall Abbey）是英格蘭西約克郡利茲市中心西北的一座熙篤會修道院遺址，位於艾爾河北岸的一座公園內，成立於1154年，在亨利八世時期被下令解散。 

## 外部連結
- Kirkstall Abbey official website （页面存档备份，存于）
- Kirkstall Abbey on Kirkstall Online community website （页面存档备份，存于） - history,description and photographs, predating recent restoration project
- 柯克斯托尔修道院的地圖資料

53°49′14″N 1°36′29″W / 53.82054°N 1.60806°W